# Tokugawa Masako

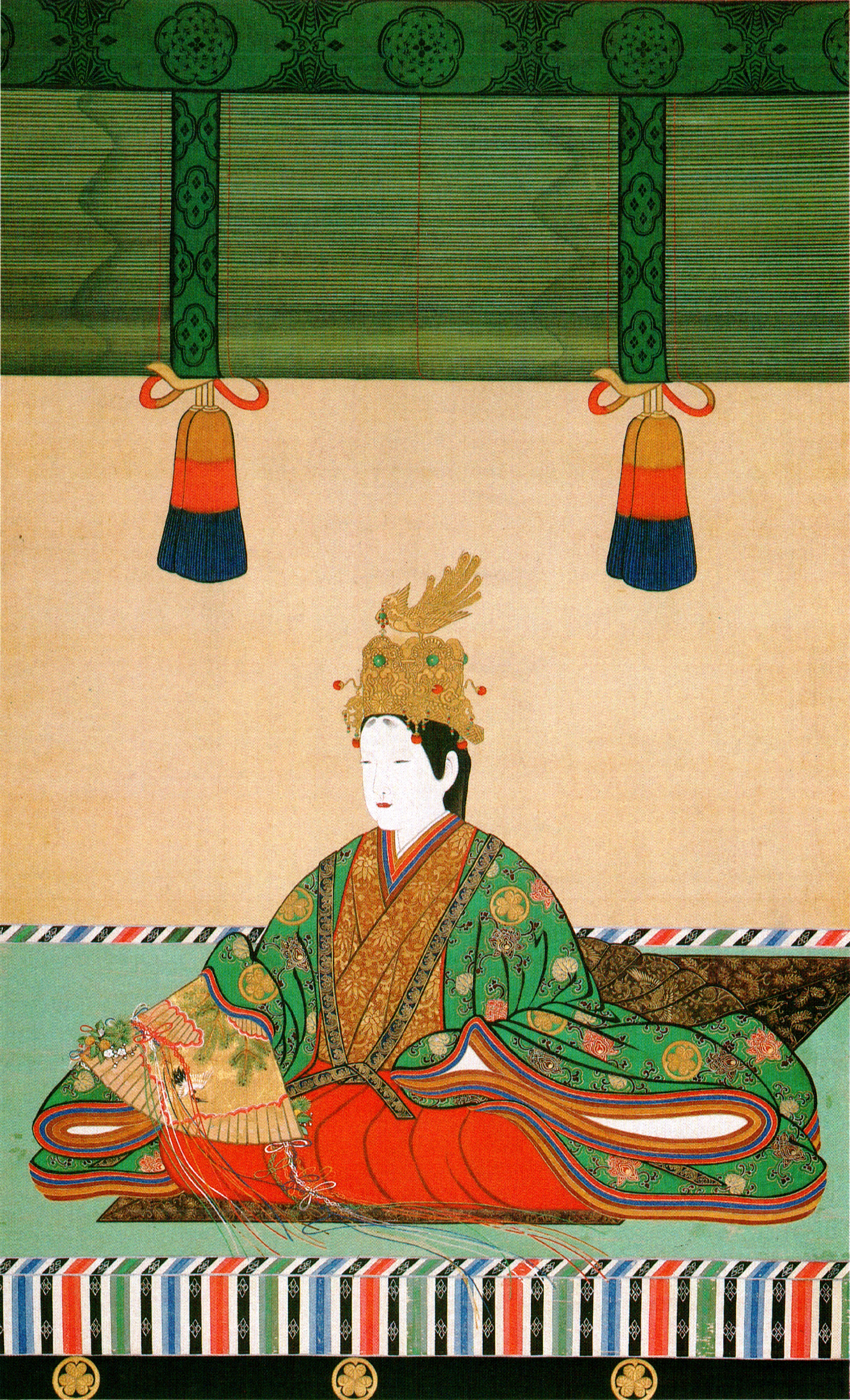
Tokugawa Masako

Tokugawa Masako (japanisch 徳川 和子, Vorname auch Kazuko gelesen; geboren 23. November 1607 auf der Burg Edo (Provinz Musashi); gestorben 2. August 1678) war eine Zweitfrau des Kaisers Go-Mizunoo.

## Leben und Wirken
Tokugawa Masako, sie wurde später „Tōfukumonin“ (東福門院) genannt, war eine Tochter des 2. Shogun Tokugawa Hidetada. Ihre Mutter Tokuko (徳子), später Sūgenin (崇源院) genannt, war die Tochter des Feldherrn Asai Nagamasa (浅井 長政; 1545–1573). Als der Grundstein für das Tokugawa-Shogunat gelegt wurde, übermittelte Tokugawa Ieyasu, Masakos Großvater, Kaiser Go-Yōzei seinen Wunsch, seine Enkelin in das Shogunat aufzunehmen. Der Kaiser verweigerte jedoch die Erlaubnis mit der Begründung, es gäbe keinen Präzedenzfall, gab aber auf wiederholte Bitten seine informelle Zustimmung.
Im Jahr 1614, nach der Thronbesteigung des Kaisers Go-Mizunoo, wurde ein kaiserlicher Gesandter entsandt, um das Shogunat offiziell über Masakos Absicht zu informieren, Zweitfrau zu werden, was jedoch aufgrund der Belagerung von Osaka und des Todes von Ieyasu und Kaisers im Ruhestand Go-Yōzei verschoben wurde. Im Jahr 1619 wurde beschlossen, dass sie an den Hof kommen sollte, aber Hidetada erfuhr von der Geburt eines Kindes von der Lieblingskurtisane des Kaisers, und die Entscheidung wurde erneut verschoben. Im darauffolgenden Jahr wurde sie zur Nachfolgerin des Kaisers auf dem seit langem vakanten Posten der Zweitfrau ernannt. Als der Kaiser im Jahr 1629 abdankte, folgte Masako als Kaiserin Meishō.
Masako hatte zwei Söhne und drei Töchter. Ihre Funktion als Zweitfrau war eine Gelegenheit für die Tokugawa-Shogune, ihre Autorität zu stärken und den kaiserlichen Hof stärker unter die Kontrolle des Shogunats zu bringen. Ein Beispiel dafür ist die Entsendung von militärischen Gefolgsleuten aus dem Shogunat. Masako übte weiterhin als Stiefmutter der Kaiser Go-Kōmyō, Go-Sai und Reigen Einfluss am Hofe aus.